# Godineștii de Sus, Bacău
Godineștii de Sus este un sat în comuna Vultureni din județul Bacău, Moldova, România. La recensământul din 2002 avea o populație de 94 locuitori.